# Solino
Pour plus de détails, voir Fiche technique et Distribution.
Solino est un film allemand et italien  réalisé par Fatih Akin, sorti en 2002.

## Synopsis
La mère, Rosa, le père, Romano, le fils ainé, Giancarlo et le cadet, Gigi.
En 1964, une famille d'Italie décide de s'installer en Allemagne, à Duisbourg, afin que le père trouve du travail. Cependant, il ne veut pas se salir les mains dans l'industrie minière c'est la raison pour laquelle, lorsque la famille apprend que le local en dessous de chez eux est à louer, elle décide d'ouvrir une pizzeria, la première d'Allemagne puisque l'histoire se déroule dans les années 1970. Elle s'appellera Solino, en l'honneur du village d'origine de la famille. On voit grandir les enfants de 10 ans puis encore de plusieurs années à la fin. L'histoire tourne autour du rêve de Gigi : faire un film.
C'est une comédie dramatique.

## Fiche technique
- Titre : Solino
- Réalisation : Fatih Akin
- Scénario : Ruth Toma
- Pays d'origine : Allemagne
- Format : Couleurs - Dolby Digital - 35 mm
- Genre : Comédie dramatique
- Durée : 124 minutes
- Date de sortie : 2002

## Distribution
- Christian Tasche : Jos Vater
- Barnaby Metschurat : Gigi
- Tiziana Lodato : Ada
- Antonella Attili : Rosa
- Moritz Bleibtreu : Giancarlo
- Annika Schmitz : Jo Kind
- Patrycia Ziolkowska : Jo
- Nicola Cutrignelli : Gigi Kind
- Michele Ranieri : Giancarlo Kind
- Cesare Mele : Umberto Kind
- Franco Iavarone : Alfredo
- Pino Cacace : Carabiniere
- Giuseppe Fernando Caputo : Rosas Vater
- Rosa Di Brigida : Paola
- Giuseppe De Rosa : Antonio

## Récompenses et distinctions
- Prix du Film du land de Bavière attribué à Ruth Toma dans la catégorie meilleur scénario et à Barnaby Metschurat dans la catégorie révélation pour un premier rôle.
- Nomination pour le Prix du Film allemand dans la catégorie meilleur long-métrage.
- Prix d'argent premium du Film Gilde dans la catégorie meilleur film allemand.